# Nikolai Wladimirowitsch Dawydenko
Nikolai Wladimirowitsch Dawydenko (russisch Николай Владимирович Давыденко; * 2. Juni 1981 in Sjewjerodonezk, Ukrainische SSR) ist ein ehemaliger russischer Tennisspieler.

## Karriere
Dawydenko, der in Wolgograd, Monte Carlo und Salmtal lebt, gewann in seiner Karriere 21 ATP-Turniere im Einzel: 2003 siegte er in Adelaide und Estoril, 2004 in Moskau und München, 2005 in St. Pölten, 2006 in Pörtschach, Sopot, New Haven, Moskau und Paris, 2007 in Moskau sowie 2008 in Miami, Pörtschach und Warschau. 2009 gewann er die ATP-Turniere in Hamburg, Umag (Kroatien) und Kuala Lumpur sowie das Shanghai Masters und die ATP World Tour Finals. 2010 holte er seinen zwanzigsten Titel in Doha, 2011 kam beim Turnier in München ein weiterer hinzu.
Seine größten Erfolge bei Grand-Slam-Turnieren waren der Einzug 2005 ins Halbfinale der French Open, das er gegen Mariano Puerta verlor (3:6, 7:5, 6:2, 4:6, 4:6), der Halbfinaleinzug 2006 bei den US Open, wo er gegen Roger Federer verlor (1:6, 5:7, 4:6), und der erneute Halbfinaleinzug bei den French Open im Jahr 2007, wo er zum wiederholten Male an Roger Federer scheiterte (5:7, 6:7, 6:7). Auch 2007 unterlag er bei den US Open im Halbfinale Federer (5:7, 1:6, 5:7). Im Juni 2005 schaffte er den Sprung in die Top Ten der Tennisweltrangliste.
Anfang 2008 stand Dawydenko in Doha im Semifinale. Bei den Australian Open erreichte er das Achtelfinale, das er gegen seinen Landsmann Michail Juschny mit 6:72, 3:6, 1:6 verlor.
Ein weiteres Highlight war Anfang März der Einzug ins Halbfinale in Dubai, das er gegen Feliciano López mit 4:6, 6:4, 5:7 verlor. Im April 2008 gelang ihm beim Masters in Miami mit einem Finalsieg über Rafael Nadal der zweite Gewinn eines Turniers dieser Kategorie. Am 24. Mai 2008 gewann er das Vorbereitungsturnier für die French Open in Pörtschach, im Finale besiegte er Juan Mónaco mit 6:2, 2:6, 6:2.
Das letzte Highlight der Saison war das Erreichen des Tennis-Masters-Cup-Endspiels in Schanghai, in dem er Novak Djokovic mit 1:6 und 5:7 unterlag.
Wegen einer Fußverletzung musste er seine Teilnahme an den Australian Open 2009 absagen. Doch bereits im Juli 2009 bewies er bei den German Open seine Form, indem er das Turnier mit einem 6:4-, 6:2-Finalsieg über den Franzosen Paul-Henri Mathieu gewann. Dadurch kletterte er in der ATP-Weltrangliste wieder auf Platz neun.
Dawydenko setzte seine Siegesserie fort und holte seinen insgesamt 16. Titel, als er Anfang August als erster Russe die Croatia Open gewann. Im Endspiel besiegte er den früheren French-Open-Sieger und die ehemalige Nummer eins, Juan Carlos Ferrero, mit 6:3 und 6:0. Damit verbesserte er sich auf Position acht der Weltrangliste.
Im Oktober 2009 holte sich Dawydenko den Sieg in Kuala Lumpur, bevor er nur zwei Wochen später das Masters-Turnier von Schanghai für sich entscheiden konnte, indem er im Endspiel, wie bei seinem letzten Masters-Triumph in Miami, den Weltranglistenzweiten Nadal besiegte.
Seinen größten Karriere-Erfolg feierte Dawydenko im November 2009, als er die ATP World Tour Finals gewann. Dort setzte er sich im Finale mit 6:3 und 6:4 gegen Juan Martín del Potro durch. Zuvor hatte er im Halbfinale den Weltranglistenersten Roger Federer ausgeschaltet.
Das Jahr 2010 begann für Dawydenko sehr erfolgreich, schon im Januar gewann er das ATP-Turnier in Doha. Im Halbfinale besiegte er die Nummer eins, Federer, und im Finale die Nummer zwei, Nadal mit 0:6, 7:68 und 6:4. Bei den Australian Open scheiterte Dawydenko im Viertelfinale an Federer, kurz darauf in Rotterdam im Halbfinale an Robin Söderling. Bei diesem Turnier spielte trotz eines gebrochenen Handgelenks weiter. Nach dem Masters in Indian Wells musste sich Dawydenko am Handgelenk operieren lassen und verpasste deswegen die gesamte Sandplatzsaison, er konnte erst kurz vor Wimbledon wieder spielen. Allerdings konnte er an seine gute Form, die er am Jahresbeginn hatte, nicht mehr anknüpfen und kam nur selten über die dritte Runde hinaus. Nur bei den Masters-Turnieren in Cincinnati und Paris erreichte er das Viertelfinale. Daher konnte sich Dawydenko nicht für die ATP World Tour Finals qualifizieren und auch seinen Titel aus dem Vorjahr nicht verteidigen. Er verlor wichtige Weltranglistenpunkte und befand sich am Ende der Saison zum ersten Mal seit fast sechs Jahren außerhalb der Top 20.
Zu Beginn der Saison 2011 spielte Dawydenko wieder wesentlich erfolgreicher. In Doha erreichte er das Finale und schlug auf dem Weg dahin den Weltranglistenersten Nadal in zwei glatten Sätzen; im Finale musste er sich jedoch Roger Federer geschlagen geben. Er gewann seinen 21. und schließlich letzten ATP-Titel in München gegen Florian Mayer. In den Saisons 2012 und 2013 blieb er ohne Titelgewinn, wenngleich er 2013 nochmals das Finale in Doha erreichte. 2014 gewann er an der Seite von Denis Istomin in Montpellier seinen zweiten Titel im Doppel.
Am 16. Oktober 2014 gab er sein Karriereende bekannt.

## Spielweise
Dawydenko gilt als solider Spieler, der im Gegensatz zu anderen Spitzenspielern wie Roger Federer oder Rafael Nadal zwar über keinen herausragenden Paradeschlag verfügt, jedoch über ein sehr variables Grundlinienspiel. Seine weiteren Stärken neben der exzellenten Beinarbeit sind auch seine hohe Konstanz und die nahezu perfekte Kondition, was ihm insbesondere in längeren, kraftraubenden Spielen zugutekommt. Zudem ist er einer der besten Return-Spieler.
Kritiker bemängelten jedoch immer wieder Schwächen beim Volley. Folgerichtig fühlte sich Dawydenko auf Sand- und Hartplätzen am wohlsten, während er ungern auf Rasen antrat. Seine ruhige Spielweise führte auch dazu, dass er lange Zeit von vielen Experten als einer der am meisten unterschätzten Spieler auf der Tour bezeichnet wurde. Ein Problem seines monotonen Grundlinienspiels bestand darin, dass es für ihn auf Dauer sehr kraftraubend war, was zum Ende eines Turniers zum Nachteil werden konnte.

## Sonstiges
Im Mai 2007 reichte er bei der österreichischen Regierung den Antrag auf Einbürgerung ein.

## Wettbetrugs-Vorwürfe
Seit 2003 kam es mehrfach zu auffälligen Resultaten bei Spielen von Dawydenko, bei denen hohe Wetteinsätze getätigt wurden. 
2005 kam es zu zwei dokumentierten Unregelmäßigkeiten auf dem Wettmarkt. Im Viertelfinale der Australian Open 2005 gab Dawydenko gegen den US-Amerikaner Andy Roddick beim Stande von 3:6, 5:7, 1:4 auf. Bei vielen Wettbüros gab es außerordentlich hohe Summen auf einen Sieg Dawydenkos, was zu jenem Zeitpunkt ungewöhnlich erschien. Kenner der Tennisszene rechneten mit einem Sieg von Roddick, der das Spiel auch gewann. Wett-technisch hatte Dawydenkos Aufgabe bei vielen Wettbüros eine Rückerstattung der Einsätze zur Folge. Auch eine WDR-Reportage von Fred Kowasch konnte den Sachverhalt nicht eindeutig klären.
Im selben Jahr gab Dawydenko beim ATP-Turnier in Gstaad im Erstrundenmatch gegen den Armenier Sargis Sargsian wegen einer angeblichen Handverletzung beim Stand von 6:1 und 1:0 in Führung liegend auf. Der Buchmacher Sportingbet verzeichnete bei diesem Spiel hohe Einsätze auf einen Außenseitersieg. Sportingbets Pressesprecher äußerte sich sehr negativ über diesen Vorfall und gab bekannt, dass eine Untersuchung eingeleitet worden sei. Dabei wurde eine Person identifiziert, die kurz vor Spielbeginn 20.000 Euro auf einen Sieg Sargsians gesetzt hat und sich dabei in der Nähe des Spielorts aufgehalten haben soll. Einige Tage später präsentierte sich Dawydenko in einer starken körperlichen Verfassung und gewann zwei Best of 5 Matches im Daviscup gegen Frankreich.
Ein weiterer Vorfall, der weltweit für Aufsehen sorgte, ereignete sich am 2. August 2007 beim ATP-Turnier in Sopot.
Beim Spiel zwischen Dawydenko gegen Martín Vassallo Argüello kam es bei diversen Buchmachern zu sehr hohen Einsätzen auf den Sieg des Außenseiters. Der polnische Buchmacher STS nahm das Spiel als einer der ersten aus dem Programm. Infolge hoher Einsätze mussten viele andere Buchmacher zwischenzeitlich die Quoten anpassen bzw. das Spiel ebenfalls aus dem Programm nehmen. Der Wettanbieter Bet365 unterbrach sein Livewetten-Angebot während des Matches, weil der Buchmacher keinen Sinn darin sah, Quoten live zu legen. Sowohl vor als auch während des Spiels verzeichnete die Online-Wettbörse Betfair einen außergewöhnlich hohen Umsatz auf einen Sieg Argüellos. Der Spielverlauf gestaltete sich atypisch. Argüello nahm nach wenigen Minuten eine Verletzungsauszeit in Anspruch, um sein Nasenbluten behandeln zu lassen, spielte dann aber weiter. Im weiteren Verlauf musste sich Dawydenko am Fuß behandeln lassen und gab das Match später, während des dritten Satzes, in Führung liegend wegen einer Fußverletzung auf. Betfair, das seit Jahren der Verpflichtung nachgeht, außergewöhnliche Verläufe auf dem Wettmarkt den zuständigen Verbänden zu melden, benachrichtigte die ATP, weil es der Logik widersprach, hohe Summen auf den bis dahin weit abgeschlagenen Argüello zu setzen. Die ATP entschloss sich, eine Untersuchung einzuleiten, die zunächst ohne konkretes Ergebnis blieb. Im späteren Turnierverlauf kam es zu weiteren auffälligen Spielverläufen zwischen Agustín Calleri und Stefan Koubek sowie Argüello und Albert Montañés. Dawydenko selbst wies die Betrugsvorwürfe stets vehement zurück.
Neben einer ebenfalls eingeleiteten Untersuchung beschloss die Geschäftsleitung von Betfair bis auf Widerruf, alle Spiele mit Dawydenkos Beteiligung beschränkt oder gar nicht anzubieten. Darüber hinaus wurden alle Wetten auf das Spiel vom 2. August 2007 nachträglich storniert und mit der Quote von 1,0 gewertet. Die ATP schloss ihre Ermittlungen erfolglos ab, Dawydenko und Argüello wurden vom Verdacht des Betrugs bei ihrem Spiel in Sopot freigesprochen.
Ein weiterer Vorfall ereignete sich am 25. Oktober 2007 beim ATP-Turnier in Sankt Petersburg. Trotz einer 6:1-Führung gegen Marin Čilić verlor der Russe sein Spiel noch mit 6:1, 5:7 und 1:6. Nach mehreren Doppelfehlern wurde Dawydenko vom Schiedsrichter Jean-Philippe Dercq verwarnt, ordentlich zu spielen. Auch hier kam es, wie bei den bereits genannten Spielen, zu überdurchschnittlich hohen Einsätzen auf den vermeintlichen Außenseiter. Dawydenko wurde vom Supervisor des Turniers zu einer Geldstrafe von 2.000 US-Dollar verurteilt mit der Begründung, sich nicht mit allen Mitteln gegen die drohende Niederlage gewehrt zu haben. Dagegen protestierte der Spieler erfolgreich, so dass die Strafe zurückgenommen wurde. Eine Woche später verlor der Russe beim Paris Masters mit 2:6, 2:6 gegen Marcos Baghdatis. Nach einer Serie von unerzwungenen Fehlern und mehreren Doppelfehlern wurde Dawydenko auch hier vom Schiedsrichter aufgefordert, ordentlich zu spielen.
2008 wurden Spiele mit Dawydenkos Beteiligung wieder uneingeschränkt ins Repertoire des Wettangebots von Betfair aufgenommen.
Dawydenko erreichte in dieser Zeit in Doha das Halbfinale und bei den Australian Open das Achtelfinale. Ein offizielles Statement für die Wiederaufnahme wurde nicht publiziert.

## Erfolge
| Legende (Anzahl der Siege)                           |
| Grand Slam                                           |
| Tennis Masters Cup ATP World Tour Finals (1)         |
| ATP Masters Series ATP World Tour Masters 1000 (3)   |
| ATP International Series Gold ATP World Tour 500 (1) |
| ATP International Series ATP World Tour 250 (18)     |

| ATP-Titel nach Belag |
| Hartplatz (9)        |
| Sand (10)            |
| Rasen (0)            |
| Teppich (4)          |

### Einzel

#### Turniersiege
| Nr. | Datum              | Turnier        | Belag         | Finalgegner           | Ergebnis       |
| --- | ------------------ | -------------- | ------------- | --------------------- | -------------- |
| 1.  | 30. Dezember 2002  | Adelaide       | Hartplatz     | Kristof Vliegen       | 6:2, 7:63      |
| 2.  | 7. April 2003      | Estoril        | Sand          | Agustín Calleri       | 6:4, 6:3       |
| 3.  | 26. April 2004     | München        | Sand          | Martin Verkerk        | 6:4, 7:5       |
| 4.  | 11. Oktober 2004   | Moskau         | Teppich (i)   | Greg Rusedski         | 3:6, 6:3, 7:5  |
| 5.  | 16. Mai 2005       | St. Pölten (1) | Sand          | Jürgen Melzer         | 6:3, 2:6, 6:4  |
| 6.  | 22. Mai 2006       | Pörtschach (2) | Sand          | Andrei Pavel          | 6:0, 6:3       |
| 7.  | 31. Juli 2006      | Sopot          | Sand          | Florian Mayer         | 7:66, 5:7, 6:4 |
| 8.  | 21. August 2006    | New Haven      | Hartplatz     | Agustín Calleri       | 6:4, 6:3       |
| 9.  | 9. Oktober 2006    | Moskau         | Teppich (i)   | Marat Safin           | 6:4, 5:7, 6:4  |
| 10. | 30. Oktober 2006   | Paris          | Teppich (i)   | Dominik Hrbatý        | 6:1, 6:2, 6:2  |
| 11. | 5. Oktober 2007    | Moskau         | Hartplatz (i) | Paul-Henri Mathieu    | 7:5, 7:69      |
| 12. | 27. März 2008      | Miami          | Hartplatz     | Rafael Nadal          | 6:4, 6:2       |
| 13. | 18. Mai 2008       | Pörtschach (3) | Sand          | Juan Mónaco           | 6:2, 2:6, 6:2  |
| 14. | 9. Juni 2008       | Warschau       | Sand          | Tommy Robredo         | 6:3, 6:3       |
| 15. | 19. Juli 2009      | Hamburg        | Sand          | Paul-Henri Mathieu    | 6:4, 6:2       |
| 16. | 27. Juli 2009      | Umag           | Sand          | Juan Carlos Ferrero   | 6:3, 6:0       |
| 17. | 28. September 2009 | Kuala Lumpur   | Hartplatz (i) | Fernando Verdasco     | 6:4, 7:5       |
| 18. | 11. Oktober 2009   | Shanghai       | Hartplatz     | Rafael Nadal          | 7:63, 6:3      |
| 19. | 29. November 2009  | London         | Hartplatz (i) | Juan Martín del Potro | 6:3, 6:4       |
| 20. | 9. Januar 2010     | Doha           | Hartplatz     | Rafael Nadal          | 0:6, 7:68, 6:4 |
| 21. | 1. Mai 2011        | München        | Sand          | Florian Mayer         | 6:3, 3:6, 6:1  |

#### Finalteilnahmen
| Nr. | Datum             | Turnier     | Belag         | Finalgegner      | Ergebnis          |
| --- | ----------------- | ----------- | ------------- | ---------------- | ----------------- |
| 1.  | 26. Mai 2003      | St. Pölten  | Sand          | Andy Roddick     | 3:6, 2:6          |
| 2.  | 8. Mai 2006       | Estoril     | Sand          | David Nalbandian | 3:6, 4:6          |
| 3.  | 17. Juli 2006     | Båstad      | Sand          | Tommy Robredo    | 2:6, 1:6          |
| 4.  | 20. April 2008    | Estoril (2) | Sand          | Roger Federer    | 6:75, 1:2 Aufgabe |
| 5.  | 16. November 2008 | Shanghai    | Hartplatz (i) | Novak Đoković    | 1:6, 5:7          |
| 6.  | 8. Januar 2011    | Doha (1)    | Hartplatz     | Roger Federer    | 3:6, 4:6          |
| 7.  | 5. Januar 2013    | Doha (2)    | Hartplatz     | Richard Gasquet  | 6:3, 6:74, 3:6    |

### Doppel

#### Turniersiege
| Nr. | Datum            | Turnier     | Belag         | Partner       | Finalgegner                    | Ergebnis         |
| --- | ---------------- | ----------- | ------------- | ------------- | ------------------------------ | ---------------- |
| 1.  | 11. Oktober 2004 | Moskau      | Teppich (i)   | Igor Andrejew | Mahesh Bhupathi Jonas Björkman | 3:6, 6:3, 6:4    |
| 2.  | 9. Februar 2014  | Montpellier | Hartplatz (i) | Denis Istomin | Marc Gicquel Nicolas Mahut     | 3:6, 6:4, [10:2] |

#### Finalteilnahmen
| Nr. | Datum            | Turnier  | Belag       | Partner          | Finalgegner                          | Ergebnis         |
| --- | ---------------- | -------- | ----------- | ---------------- | ------------------------------------ | ---------------- |
| 1.  | 17. Oktober 2005 | Moskau   | Teppich (i) | Igor Andrejew    | Maks Mirny Michail Juschny           | 1:6, 1:6         |
| 2.  | 9. Juni 2008     | Warschau | Sand        | Juri Schtschukin | Mariusz Fyrstenberg Marcin Matkowski | 0:6, 6:3, [4:10] |

## Bilanz

### Einzel
| Turnier1                   | 2014 | 2013  | 2012  | 2011  | 2010  | 2009  | 2008  | 2007  | 2006  | 2005  | 2004  | 2003  | 2002  | 2001 | Gesamt  |
| -------------------------- | ---- | ----- | ----- | ----- | ----- | ----- | ----- | ----- | ----- | ----- | ----- | ----- | ----- | ---- | ------- |
| Australian Open            | 2R   | 2R    | 1R    | 1R    | VF    | –     | AF    | VF    | VF    | VF    | 2R    | 1R    | 1R    | 2R   | VF      |
| French Open                | 1R   | 3R    | 1R    | 2R    | –     | VF    | VF    | HF    | VF    | HF    | 1R    | 2R    | 2R    | 2R   | HF      |
| Wimbledon                  | –    | –     | 1R    | 1R    | 2R    | 3R    | 1R    | AF    | 1R    | 2R    | 1R    | 1R    | 1R    | –    | AF      |
| US Open                    | –    | 2R    | 2R    | 3R    | 2R    | AF    | AF    | HF    | HF    | 2R    | 3R    | 2R    | 2R    | 1R   | HF      |
| Gewonnene Einzel-Titel     | 0    | 0     | 0     | 1     | 1     | 5     | 3     | 1     | 5     | 1     | 2     | 1     | 1     | 0    | 21      |
| Gesamt-Siege/-Niederlagen2 | 6:10 | 22:22 | 24:23 | 25:25 | 30:19 | 57:17 | 56:21 | 53:31 | 69:29 | 56:30 | 33:29 | 30:33 | 12:24 | 6:15 | 482:329 |
| Jahresendposition          | 251  | 53    | 44    | 41    | 22    | 6     | 5     | 4     | 3     | 5     | 28    | 44    | 85    | 79   | N/A     |

Zeichenerklärung: S = Turniersieg; F, HF, VF, AF = Einzug ins Finale / Halbfinale / Viertelfinale / Achtelfinale; 1R, 2R, 3R = Ausscheiden in der 1. / 2. / 3. Hauptrunde bzw. Q1, Q2, Q3 = Ausscheiden in der 1. / 2. / 3. Qualifikationsrunde
1 Turnierresultat in Klammern bedeutet, dass der Spieler das Turnier noch nicht beendet hat; es zeigt seinen aktuellen Turnierstatus an. Nachdem der Spieler das Turnier beendet hat, wird die Klammer entfernt.

2 Stand: Karriereende

## Artikel/Berichte
- Ben Gunn, Jeff Rees: Environmental Review of Integrity in professional Tennis. (PDF; 639 kB) ITF, Mai 2008, abgerufen am 13. Januar 2009 (englisch).
- "So etwas ist mir noch nie passiert". ORF, 26. Oktober 2007, abgerufen am 13. Januar 2009 (St. Petersburg 2007).
- Harvey Araton: Free Market Comes With a Dark Side. The New York Times, 7. August 2007, abgerufen am 13. Januar 2009 (englisch, Sopot, Poland 2007).
- Micha Boeck, Fred Kowasch, Paul Weskam: Wie tief steckt der „Weiße Sport“ wirklich im Sumpf von Wettbetrug und Manipulation? interpool.tv, 14. Januar 2008, abgerufen am 13. Januar 2009.
- Robert Dunker: Betrug der Wettmafia im Tennis fliegt auf. Die Welt Online, 10. November 2007, abgerufen am 13. Januar 2009.